# Stefano Oppedisano
Stefano Oppedisano (Palermo, 29 novembre 1946) è un attore e doppiatore italiano.

## Biografia
Lavora come attore sin dagli anni sessanta in film e sceneggiati televisivi. È attivo anche come doppiatore.

## Filmografia parziale
- Nell'anno del Signore, regia di Luigi Magni (1969)
- La morte risale a ieri sera, regia di Duccio Tessari (1970)
- Un gioco per Eveline, regia di Marcello Avallone (1971)
- Il gatto a nove code, regia di Dario Argento (1971)
- Giù la testa, regia di Sergio Leone (1971)
- Trastevere, regia di Fausto Tozzi (1971)
- Colpo grosso... grossissimo... anzi probabile, regia di Tonino Ricci (1972)
- Imputazione di omicidio per uno studente, regia di Mauro Bolognini (1972)
- Sollazzevoli storie di mogli gaudenti e mariti penitenti - Decameron nº 69, regia di Joe D'Amato (1972)
- Novelle licenziose di vergini vogliose, regia di Joe D'Amato
- Le cinque giornate, regia di Dario Argento (1973)
- Il delitto Matteotti, regia di Florestano Vancini (1973)
- Sedici anni, regia di Tiziano Longo (1973)
- Bruna, formosa, cerca superdotato, regia di Alberto Cardone (1973)
- Processo per direttissima, regia di Lucio De Caro (1974)
- Crazy Joe, regia di Carlo Lizzani (1974)
- Non si scrive sui muri a Milano, regia di Raffaele Maiello (1975)
- La cugina, regia di Aldo Lado (1974)
- Strada Pia, regia di Georg Brintrup (1983)
- Fontamara, regia di Carlo Lizzani (1977)
- Non più di uno, regia di Roberto Pelosso (1990)
- La fine è nota, regia di Cristina Comencini (1993)
- Gialloparma, regia di Alberto Bevilacqua (1999)
- Palestrina princeps musicae, regia di Georg Brintrup (2009)

## Doppiaggio

### Cinema
- R.L. Stine in Piccoli brividi, Piccoli brividi 2 - I fantasmi di Halloween
- Richard Roundtree in Voltare pagina
- David Schofield in Maria Maddalena
- Gregg Henry in Guardiani della Galassia[1]
- Anton Lesser in Allied - Un'ombra nascosta
- Werner Pochath in Laser Mission
- Michael Smiley in Free Fire
- Tzi Ma in Baby
- Tom Mardirosian in Abe
- Carel Struycken in Doctor Sleep
- Ron Lea in Un Natale da salvare
- Jay Brazeau in Tempesta polare
- Gook-hwan Jeon in L'arco
- Randall Newsome in Geostorm
- Tom Virtue in Green Book
- Tadeusz Mikiewicz in Un'altra vita - Mug
- Jean Benguigui in Una intima convinzione
- David Little in Most Beautiful Island
- Didier Sauvegrain in Lo scambio di principesse
- Booth Savage in Isabelle - L'ultima evocazione
- Gard B. Eidsvold in Out Stealing Horses - Il passato ritorna
- Jean Drolet in Il lupo e il leone
- Viktor Chorkin in Dance to Death - Sfida l'arena
- Philippe Vieux in Bugiardo seriale
- Paul Ryden in Mea Culpa
- Tracy Letts in Saturday Night

### Televisione
- William Stanford Davis in Abbott Elementary
- Michael Harney in NCIS: Origins[2]
- Mike Pniewski in Madam Secretary[3]
- Sean McGinley in Butterfly
- Rufus in Morgane - Detective geniale
- Larry Weissman in The Shrink Next Door
- Christopher Heyerdahl in The Last of Us

### Animazione
- Preside in Gli Incredibili - Una "normale" famiglia di supereroi
- Gareth Griffiths in Sam il pompiere
- Claude Monet in Dililì a Parigi
- Garrick in Viking Skool[4]
- Voce addizionale in Onimusha
- Bernard Kohl in Carol e la fine del mondo
- Pulaski in "Planes 2-Missione antincendio"